# 西陵特曲
西陵特曲是宜昌出产的一系列白酒，源于1954年当局合并公私合营的几家私人糟坊成立的宜昌七一酒厂，后数度易名。酒厂自成立之初本生产小曲酒，1972年开始研制大曲酒，两次派员赴泸州老窖酒厂学艺，并聘泸州老窖退休肖姓酒师来厂指导。1975年西陵特曲开发成功，之后多次获奖。西陵特曲为以高粱、小麦、大米、糯米、玉米为原料，用高温制曲、高温堆积并低温入池，泥窖发酵工艺酿成的兼香型白酒。